# Гигант (бани)
Ба́ни «Гига́нт» (Ушако́вские) — одно из выдающихся произведений ленинградского конструктивизма, проект А. С. Никольского из числа его супрематических композиций, в частности, круглых бань со стеклянным куполом в Лесном. Построены в 1928—1930 годах. Расположены по адресу: улица Зои Космодемьянской, д. 7, лит. А. Объект культурного наследия регионального значения.
Официальное название «Гигант» было обусловлено тем, что на момент постройки это было крупнейшее учреждение подобного рода в Ленинграде, рассчитанное на 4000 посещений в день. Бани вошли в комплекс спортивно-оздоровительных сооружений района в числе построенных в квартале профилактория и стадиона «Красный путиловец» (не сохранившегося) и были предназначены прежде всего для возведённых по соседству двух значительных жилмассивов — Тракторной улицы и Серафимовского городка. Народное название «Ушаковские» получили по названию улицы, позднее получившей имя Зои Космодемьянской.
Структура здания состоит из двух взаимно перпендикулярных прямоугольных корпусов с широким полукруглым объёмом на стыке. Этот излюбленный конструктивистами приём здесь функционально обусловлен — сокращение периметра стен способствовало сохранению тепла. Здесь располагались помещения с повышенной влажностью — мыльные, душевые и парные. На крыше предполагалось устроить солярий, а во дворе — открытый бассейн. На концах приземистых линейных корпусов — вертикальные прямоугольные объёмы лестничных клеток.
Здание построено из силикатного кирпича и частично из старого кирпича, чьё низкое качество привело к быстрому ветшанию здания, находящегося сейчас в плачевном состоянии. Геометрия искажена поздней надстройкой третьего этажа.
В 2018 году здание выставлено на торги Фондом имущества Санкт-Петербурга. В два лота 426 кв. м и 5802,4 кв. м.
В июне 2024 года было объявлено о том что Ушаковские бани восстановят.
- Северный фасад
- Восточный фасад
- Полукруглый объём